# Carmen Perrin
Carmen Perrin (* 9. Januar 1953 in La Paz, Bolivien) ist eine bolivianisch-schweizerische Plastikerin und Objektkünstlerin, die seit 1960 in der Schweiz lebt. Die Bildhauerin arbeitet hauptsächlich in Genf und Frankreich. Sie ist bekannt dafür, dass sie organische und industrielle Materialien zu Installationen verarbeitet und in Architektur und Stadtplanung eingreift.

## Leben und Werk

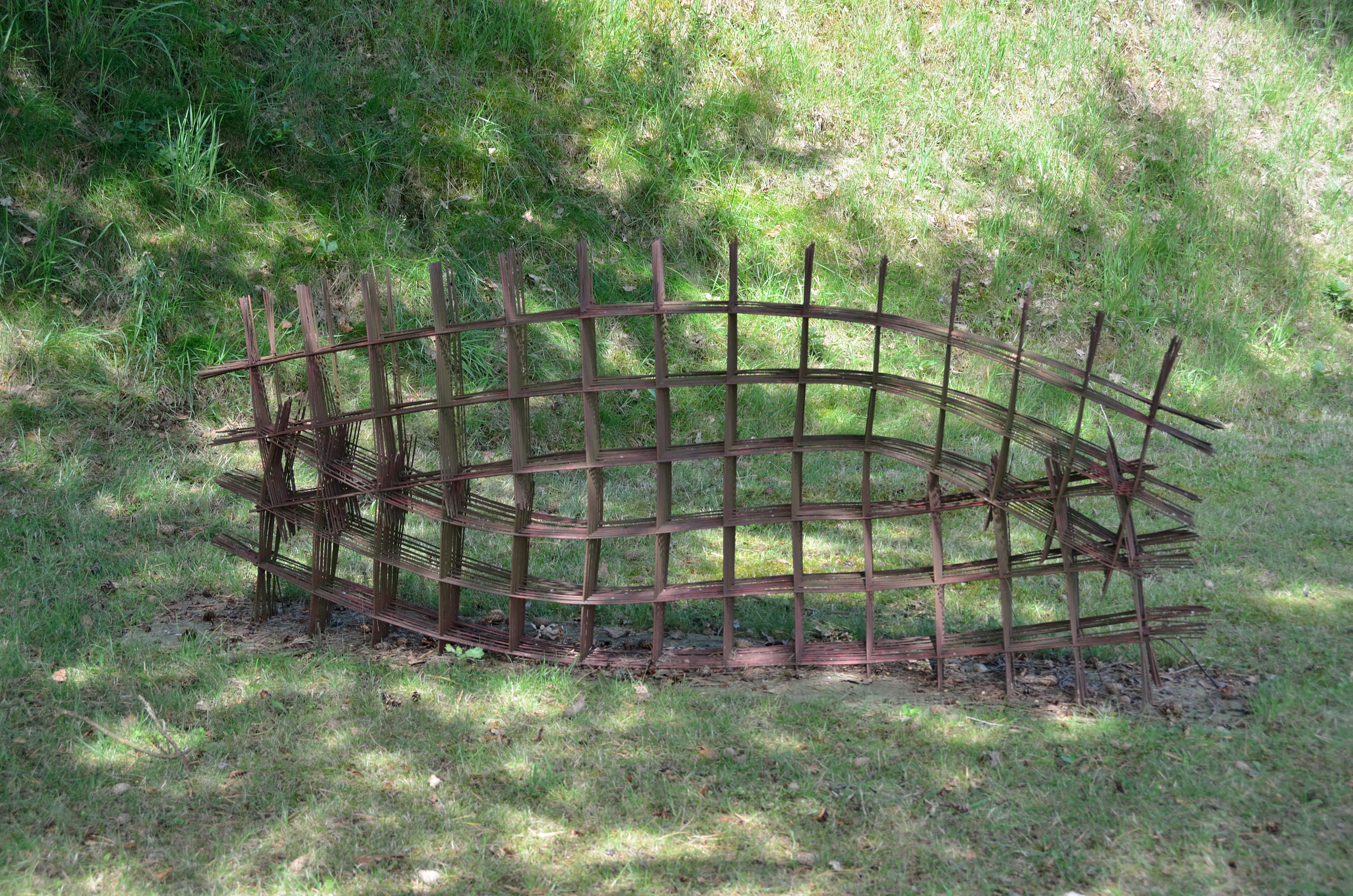
o.T. von Carmen Perrin (1990) im Österreichischen Skulpturenpark

### Laufbahn
Perrin verbrachte ihre Kindheit in Bolivien und kam 1960 nach Genf, wo sie 1980 ihr Studium an der Ecole supérieure d’art visuel (ESAV) abschloss. Sie wirkte am Ausstellungs- und Begegnungsort Dioptre in Genf mit und stellte 1982 an der Biennale des Jeunes in Paris, 1984 im Maison de la culture de Grenoble und 1986 im Musée Cantini aus. 1985 und 1987 wurde sie mit dem Eidgenössischen Kunststipendium ausgezeichnet. Während zehn Jahren, bis 1996, hatte sie ein Atelier in Marseille. 1985, 1989 und 1999 wurde sie mit dem Preis der Fondation Irène Reymond ausgezeichnet. 1985, 1986 und 1987 wurde sie mit dem Genfer Lissignol-Stipendium ausgezeichnet. 1988 wurde sie mit dem La Placette–Kulturpreis ausgezeichnet. 1989 stellte sie in der Neuen Galerie Graz und der Fundació Joan Miró aus. 1992 wurde sie mit dem Preis der Genfer Kantonalbank, und für ihre Skulptur an der International Cairo Biennale mit einem Ehrenpreis ausgezeichnet. 1993 wurde sie mit dem Landis+Gyr–Stipendium in Zug ausgezeichnet, was ihr einen zweijährigen Aufenthalt in London ermöglichte.

### Werkbeschreibung
Nachdem Perrin sich mit installationsähnlichen Werken befasste, begann ab 1984 eine skulpturale Schaffensphase. Durch die Konturierung des Volumens zeichnete sie Formen in den Raum, indem sie die tragenden Strukturen, die die Leere begrenzen, unter Spannung setzte. Mit Beginn der 1990er Jahre widmete sie sich vermehrt Wandarbeiten. Gegen 2005 hin schuf sie durchlässige Skulpturen aus Ziegelquerschnitten und Reusen, bei denen starres Material verformbar, flexibel und gewunden wird.
Seit Ende der 1980er Jahre ist Perrin im öffentlichen Raum tätig und beteiligt sich in Zusammenarbeit mit Architekten an städtebaulichen Projekten. Es entstanden Werke
- mit Georges Descombes: CH 91. La voie suisse, itinéraire genevois (1991) in Brunnen SZ,
- im Garten der Schule der Credit Suisse in Zürich (1991),
- mit Herman Hertzberger für das Verwaltungsgebäude Centraal Beheer (1995),
- mit den Architekten Pizzera & Poletti für den Innenhof des Schweizerischen Bankvereins in Lausanne (1996),
- mit Daniel Herren an der Haute École d'ingénierie et d'architecture de Fribourg (1996),
- mit Michel und Claire Corrajoud, Georges Descombes und ADR Architects in den Jardins d'Éole in Paris (2007),
- Noir ductile, Eingang der historischen Halle des Bahnhofs Genève-Cornavin (2014).[1]

Werke von ihr befinden sich im Aargauer Kunsthaus, im Musée d’art et d’histoire Genf, im Musée cantonal des Beaux-Arts de Lausanne und im Musée d'art de Pully.

## Werke (Auswahl)
| Titel                                                      | Jahr | Technik                                                     | SIK-ISEA Inventarnummer |
| ---------------------------------------------------------- | ---- | ----------------------------------------------------------- | ----------------------- |
| Sans titre                                                 | 1989 | support en caoutchouc                                       | 13046930                |
| Sans titre                                                 | 1991 | Gummimembrane, Holz, Sperrholz                              | 10003988                |
| Ruberbands                                                 | 2013 | élastiques nouées                                           | 13908176                |
| Entrer dehors, sortir dedans, 30 portes Bruno Taut, Berlin | 2012 | caoutchouc mousse, perforations et assemblages              | 13907914                |
| Ensemble flou                                              | 2013 | bois, plastique et couleur acrylique                        | 13908064                |
| Climaxes                                                   | 2013 | perforation sur plastique, polystyrène et couleur acrylique | 13908095                |
| Turning point                                              | 2013 | fourres de disques 33 tours perforées                       | 13908194                |

## Ausstellungen (Auswahl)
Einzelausstellungen 
- 1987: Musée cantonal des beaux-arts, Sion
- 1987: Musée d’art et d’histoire (Freiburg), Fribourg
- 1989: Fundació Joan Miró, Barcelona
- 1989: Kunstmuseum des Kantons Thurgau, Kartause Ittingen
- 1992: Musée Rath, Genf
- 1996: Aargauer Kunsthaus, Aarau

 Gruppenausstellungen 
- 1987: Kunsthaus Zürich
- 1988; 1989: Musée cantonal des Beaux-Arts de Lausanne
- 1995: Kunsthaus Zug
- 1997: Haus für konstruktive und konkrete Kunst, Zürich

## Auszeichnungen
- Eidgenössisches Kunststipendium: 1985 und 1987.
- Preis der Fondation Irène Reymond: 1985, 1989 und 1999.
- Preis der Genfer Kantonalbank: 1992.
- Ehrenpreis für ihre Skulptur an der International Cairo Biennale: 1992.
- La Placette–Kulturpreis: 1988.
- Zuger Kulturstiftung Landis+Gyr: 1993 und 2011.
- Prix culturel Leenaards: 2015.
- Lissignol-Stipendium: 1985, 1986 und 1987.